# (3867) Shiretoko
(3867) Shiretoko (1988 HG) – planetoida z pasa głównego asteroid okrążająca Słońce w ciągu 3,61 lat w średniej odległości 2,35 j.a. Odkryli ją Masayuki Yanai i Kazurō Watanabe 16 kwietnia 1988 roku.